# Codorniz
Codorniz (spanisch für Wachtel) ist ein Ort und eine Gemeinde (municipio) mit 307 Einwohnern (Stand: 2024) in der zentralspanischen Provinz Segovia in der Autonomen Region Kastilien-León. Neben dem Hauptort Codorniz gehört (seit 1976) die Ortschaft Montuenga zur Gemeinde.

## Lage und Klima
Codorniz liegt in der kastilischen Meseta in ca. 890 m Höhe ungefähr 50 Kilometer (Fahrtstrecke) westnordwestlich der Provinzhauptstadt Segovia. Das Klima ist gemäßigt bis warm; Regen (ca. 483 mm/Jahr) fällt mit Ausnahme der trockenen Sommermonate übers Jahr verteilt.

## Bevölkerungsentwicklung
| Jahr      | 1970 | 1981 | 1991 | 2001 | 2011 | 2021 |
| Einwohner | 724  | 597  | 517  | 463  | 395  | 322  |

## Sehenswürdigkeiten
- Dominikuskirche in Codorniz
- Bartholomäuskirche in Montuenga

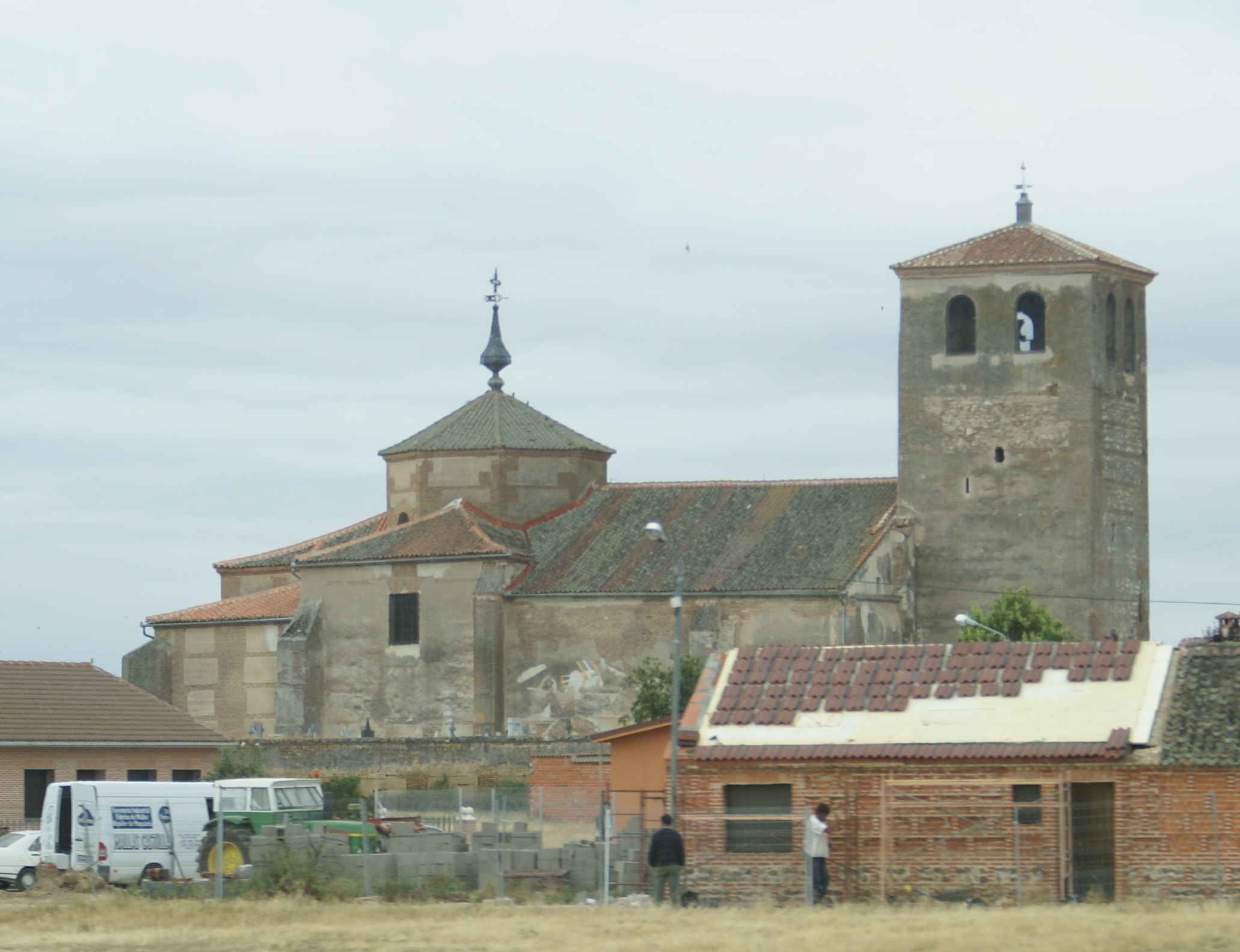
Dominikuskirche